# Anas (zoologia)
Anas Linnaeus, 1758 è un genere di uccelli della famiglia Anatidae, comprendente una trentina di specie di anatre diffuse in tutto il mondo.

## Tassonomia
La filogenesi di questo genere è complessa e vi sono evidenze che si tratti in realtà di un gruppo polifiletico. L'esatta definizione dei rapporti filogenetici è ostacolata dal fatto che la radiazione dei due maggiori gruppi – quello delle alzavole e quello del germano reale – ebbe luogo in un periodo di tempo relativamente breve nel corso del Pleistocene medio-superiore. Oltretutto, nell'evoluzione di Anas ha giocato probabilmente un ruolo importantissimo l'ibridizzazione. Le relazioni tra le specie sono molto oscurate da questo fatto, e i dati delle sequenze del DNA mitocondriale hanno un dubbio valore nel risolvere le loro relazioni.
Il genere comprende le seguenti specie:
- Anas capensis J.F.Gmelin, 1789 - alzavola del Capo
- Anas sparsa Eyton, 1838 - germano nero africano

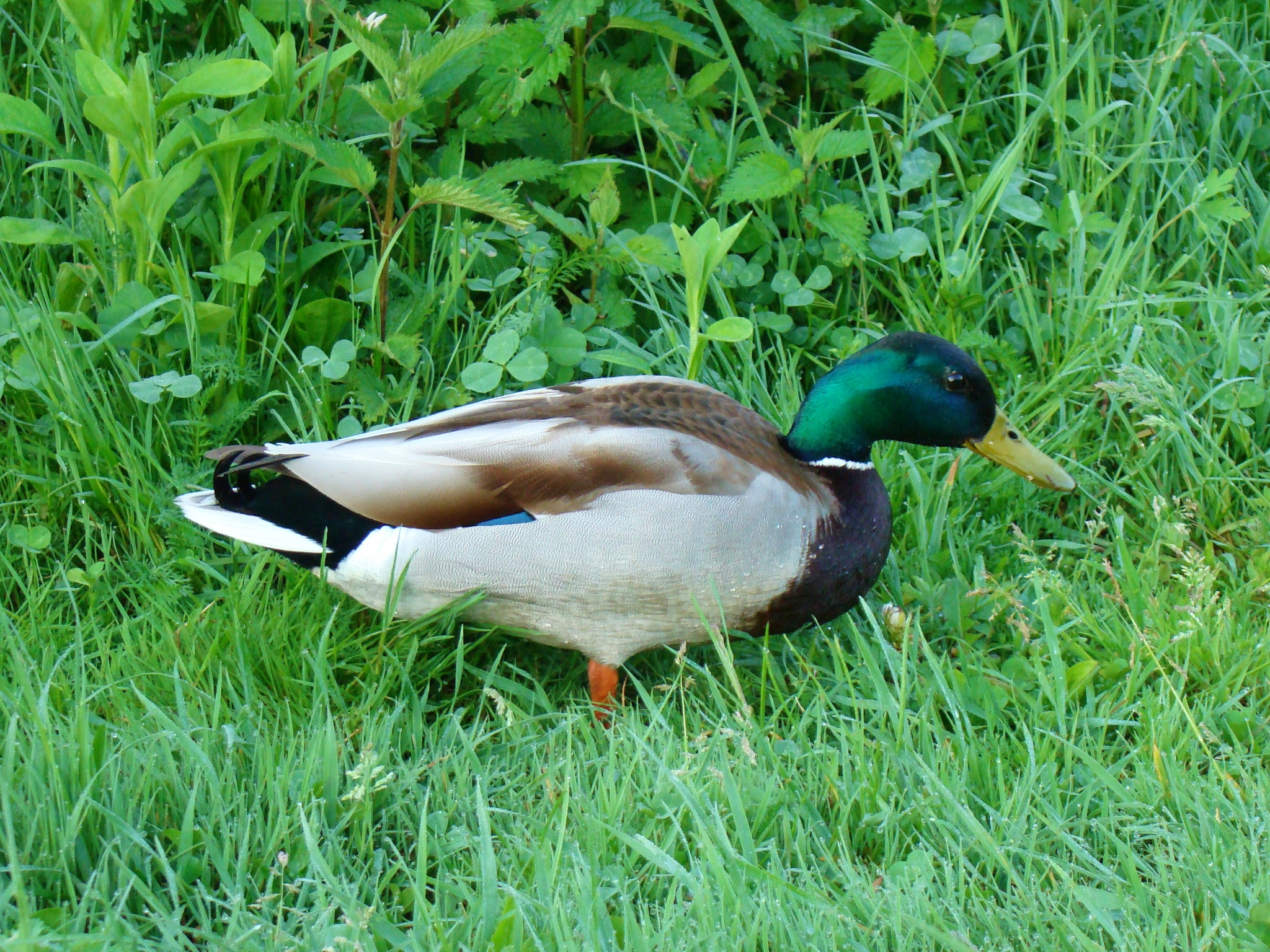
Maschio di germano reale (Anas platyrhynchos)

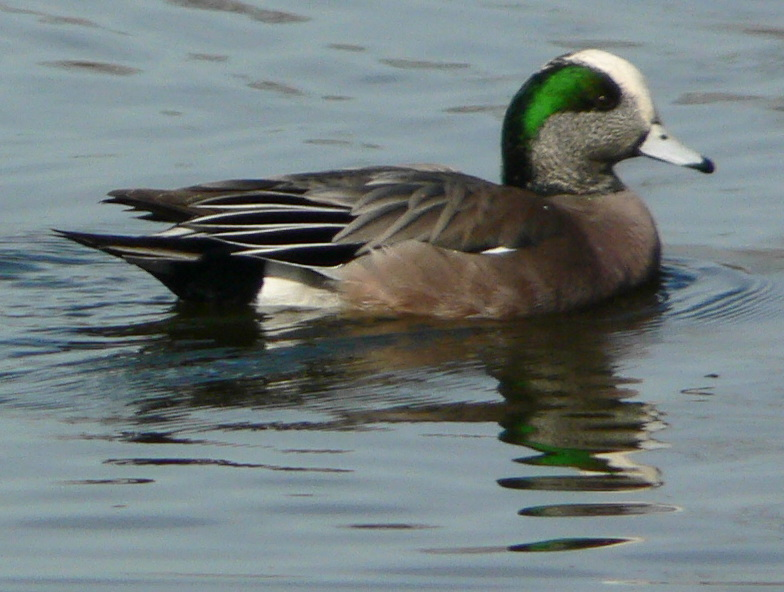
Maschio di fischione americano (Anas americana)

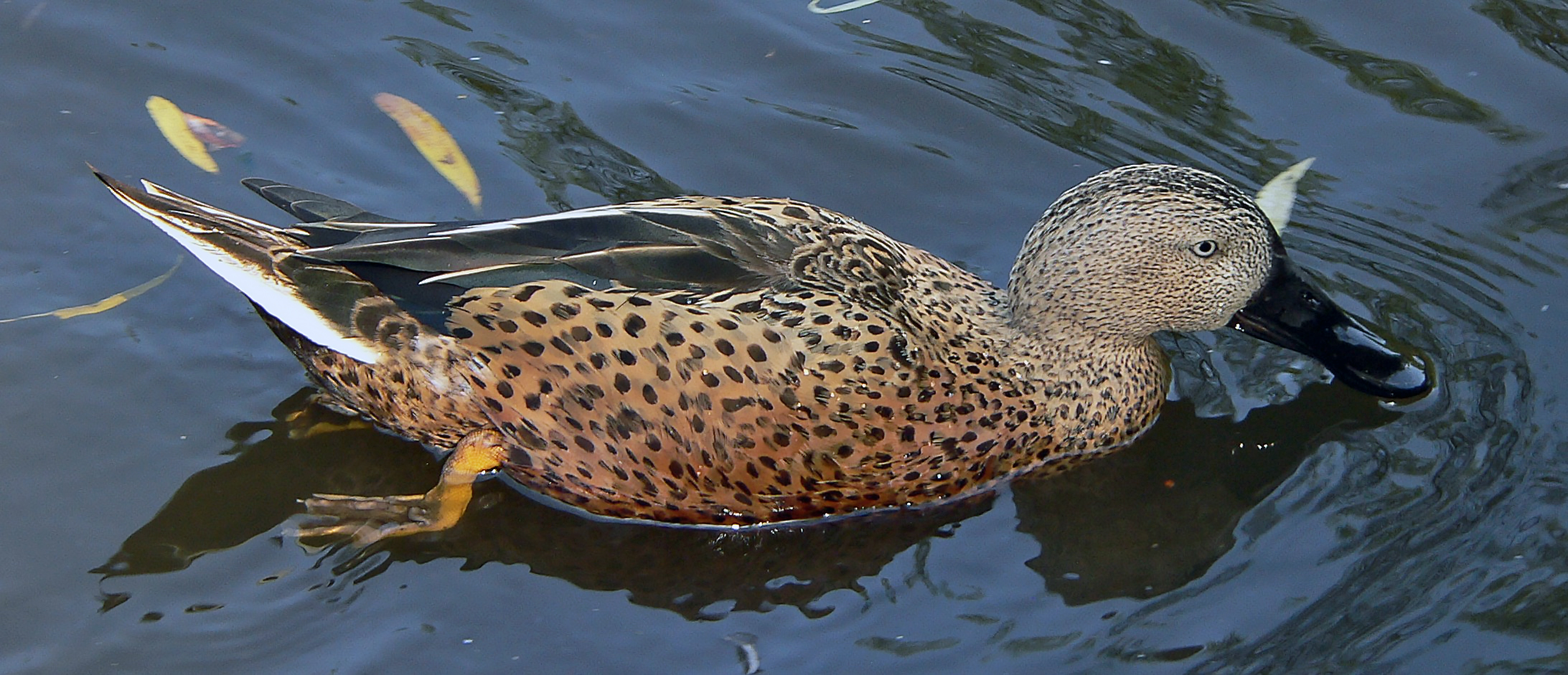
Mestolone rosso (Anas platalea)

- Anas rubripes Brewster, 1902 - germano nero americano
- Anas platyrhynchos Linnaeus, 1758 - germano reale
- Anas fulvigula Ridgway, 1874 - germano maculato
- Anas diazi Ridgway, 1886 - germano messicano
- Anas wyvilliana P.L.Sclater, 1878 - germano delle Hawaii
- Anas laysanensis Rothschild, 1892 - germano di Laysan
- Anas luzonica Fraser, 1839 - germano delle Filippine
- Anas superciliosa J.F.Gmelin, 1789 - germano del Pacifico
- Anas poecilorhyncha Forster, JR, 1781 - germano beccomacchiato
- Anas zonorhyncha Swinhoe, 1866 - germano beccomacchiato orientale
- Anas undulata C.F.Dubois, 1839 - germano beccogiallo
- Anas melleri P.L.Sclater, 1865 - germano di Meller
- Anas bernieri (Hartlaub, 1860) - alzavola di Bernier
- Anas theodori † A.Newton & Gadow, 1893 - anatra di Mauritius
- Anas gibberifrons S.Müller, 1842 - alzavola d'Indonesia
- Anas albogularis (Hume, 1873) - alzavola delle Andamane
- Anas gracilis Buller, 1869 - alzavola grigia
- Anas castanea (Eyton, 1838) - alzavola castana
- Anas aucklandica (G.R.Gray, 1844) - alzavola attera
- Anas nesiotis (J.H.Fleming, 1935) - alzavola delle Isole Campbell
- Anas chlorotis G.R.Gray, 1845 - alzavola bruna
- Anas bahamensis Linnaeus, 1758 - codone guancebianche
- Anas erythrorhyncha J.F.Gmelin, 1789 - anatra becco rosso
- Anas flavirostris Vieillot, 1816 - alzavola marezzata
- Anas andium (P.L.Sclater & Salvin, 1873) - anatra delle Ande
- Anas georgica J.F.Gmelin, 1789 - codone beccogiallo
- Anas acuta Linnaeus, 1758 - codone comune
- Anas eatoni (Sharpe, 1875) - codone di Eaton
- Anas crecca Linnaeus, 1758 - alzavola
- Anas carolinensis J.F.Gmelin, 1789 - alzavola americana

Le seguenti specie, assegnate in passato al genere Anas sono state segregate, sulla base delle risultanze di studi filogenetici, nei generi Sibirionetta, Spatula e Mareca.
- Anas formosa Georgi, 1775 = Sibirionetta formosa (Georgi, 1775)
- Anas querquedula Linnaeus, 1758  = Spatula querquedula (Linnaeus, 1758)
- Anas hottentota Eyton, 1838 = Spatula hottentota (Eyton, 1838)
- Anas puna Tschudi, 1844 = Spatula puna (Tschudi, 1844)
- Anas versicolor Vieillot, 1816 = Spatula versicolor (Vieillot, 1816)
- Anas platalea Vieillot, 1816 = Spatula platalea (Vieillot, 1816)
- Anas cyanoptera Vieillot, 1816 = Spatula cyanoptera (Vieillot, 1816)
- Anas discors Linnaeus, 1766 = Spatula discors	(Linnaeus, 1766)
- Anas smithii (Hartert, 1891) = Spatula smithii Hartert, 1891
- Anas rhynchotis Latham, 1802 = Spatula rhynchotis (Latham, 1801)
- Anas clypeata Linnaeus, 1758 = Spatula clypeata (Linnaeus, 1758)
- Anas strepera Linnaeus, 1758 = Mareca strepera (Linnaeus, 1758)
- Anas falcata Georgi, 1775 = Mareca falcata (Georgi, 1775)
- Anas penelope Linnaeus, 1758 = Mareca penelope	(Linnaeus, 1758)
- Anas sibilatrix Poeppig, 1829 = Mareca sibilatrix (Poeppig, 1829)
- Anas americana J.F.Gmelin, 1789 = Mareca americana (J.F.Gmelin, 1789)
- Anas marecula Olson & Jouventin, 1996  = Mareca marecula (Olson & Jouventin, 1996) †